# 長崎バイオパーク
長崎バイオパーク（ながさきバイオパーク）は、長崎県西海市にある動物園である。バイオパーク株式会社が運営している。

## 開業
長崎オランダ村に先立って1980年11月に神近義邦が開園した。神近は西彼町役場職員から東京・永田町の料亭「一条」の幹部となった人物で、一条の所有する西彼町の土地に1973年に開園した観光果樹園をもとに「伊豆シャボテン公園」の創設者である東京農業大学の近藤典生教授の指導により、「人と自然の調和」を主題にした自然動植物公園「長崎バイオパーク」を1975年より建設。設計は日本設計。総工費約2億円は、一条の顧客で神近と親しかった地元の親和銀行が出資した。

## 施設
大型の肉食動物は飼育していないが、リャマ・カピバラ・リスザルなど哺乳類を中心に淡水魚、昆虫類まで多数飼育している。また、1994年にはカバの人工哺育による日本初の繁殖に成功した。行動展示も積極的に行っている。
園内は檻などが少なく、キリンやシマウマなどの動物を除いてほとんどの動物を間近で見ることができ、餌付けもできる。他のゾーンとの仕切りは低い塀や水路・暗い通路などで、それぞれの動物の習性により他のゾーンへ逃げ出すことは少ないが、カピバラやマーラなどはたまに他の区域にも出没する。
2008年6月19日 マレーシア国立マラッカ動物園と姉妹動物園提携を結んだ。これに伴い、マレーシア国立公園・動物園管理局ならびにPAMAJAからコツメカワウソ10頭が寄贈されることが決まった。2009年1月現在 先行して寄贈された4頭のコツメカワウソが展示されている。
2005年春よりショッピングモール「トリアス」（福岡県糟屋郡久山町）に「トリアスふれあい動物園」を開園した。「長崎バイオパーク」から主要な動物が1-10匹程度派遣され、狭い敷地面積ながらかなりの動物の種類が放し飼いされており「ミニバイオパーク」的なふれあいが体験できる。入園料は3歳以上300円。
2011年12月 阿蘇ファームランド内に「ふれあい動物王国」開園。
2015年2月から松浦市が運営する鷹島モンゴル村の指定管理者となり、同年8月1日のリニューアルオープン以降の施設運営を担当していたが、不振のため2016年10月をもって撤退した。

### 順路
園内は順路に沿って歩いて観覧する。12のゾーンに分かれているが、そのうち最初の4つは往路と復路の両方で通る。また、園全体が雑木林と照葉樹林内にあり、在来の動物も見かけられる。
- トトーラの池 - ハクチョウ、マナヅルなど。冬季には野生のカモ類が飛来し、トモエガモやアメリカヒドリの記録もある。池の中にはクモザルのやぐらが建つ

- トトーラの坂道-入園して左手に進むと緩やかな坂道を上がりラマ(リャマ)やポニーの区画を過ぎるとマーラの区画がある。

- インカの石積み - 熱帯館に通じる階段とスロープ。リャマ、コンゴウインコなど
  - フラワードーム - 南アメリカの熱帯雨林を中心とした各種植物と多様な蘭の花、オオコウモリ・カメ・オオゴマダラなど
- ライブドーム - ケープハイラックスを飼育している。2階構造になっていて、行きの順路では一階部分を、帰りの順路では地下部分を観ることができる。
- そうしの滝とフラミンゴの池 - キツネザル・アメリカビーバーなどがいる坂を上るとフラミンゴの区域がある
- アンデス広場とラマの岩山 - プレーリードッグ・リャマなど。レストラン、昆虫館などもここにある

- 昆虫館 - 日本産は勿論、世界各地のカブトムシ・クワガタムシの生体・標本が多く展示されている

- スナネコ舎 - 九州唯一(沖縄を除く)スナネコを飼育・展示している

- カピバラの池とオマキザルの島 - カピバラ
- シャボテン・ロックガーデン - コツメカワウソ・マレーバク・ハナグマ・ヤマアラシ・シマスカンクなど
- アライグマとレッサーパンダの丘 - レッサーパンダ・アライグマ・ミーアキャットなど。区域内はパタゴニアに分布する齧歯類・マーラが歩き回っている
- キリンとシマウマの見える坂道 - ダチョウなど
- カンガルーの丘とリスザルの森 - ワラビー・エミューの区域を過ぎるとリスザルが頭上を跳びまわる区域がある
- カバの池とキツネザルの島 - カバ一家の池を上から眺められる

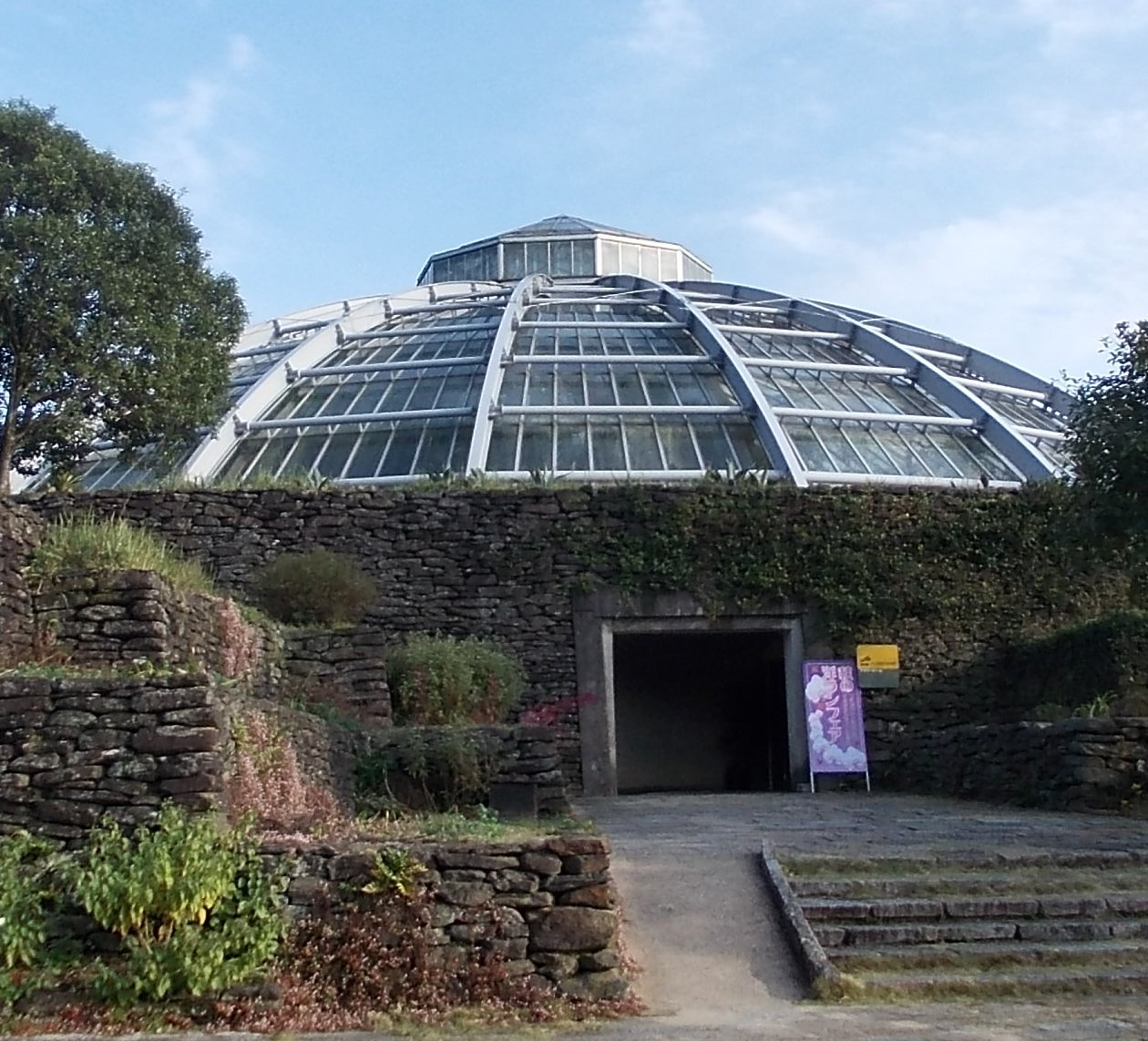
大温室「フラワードーム」
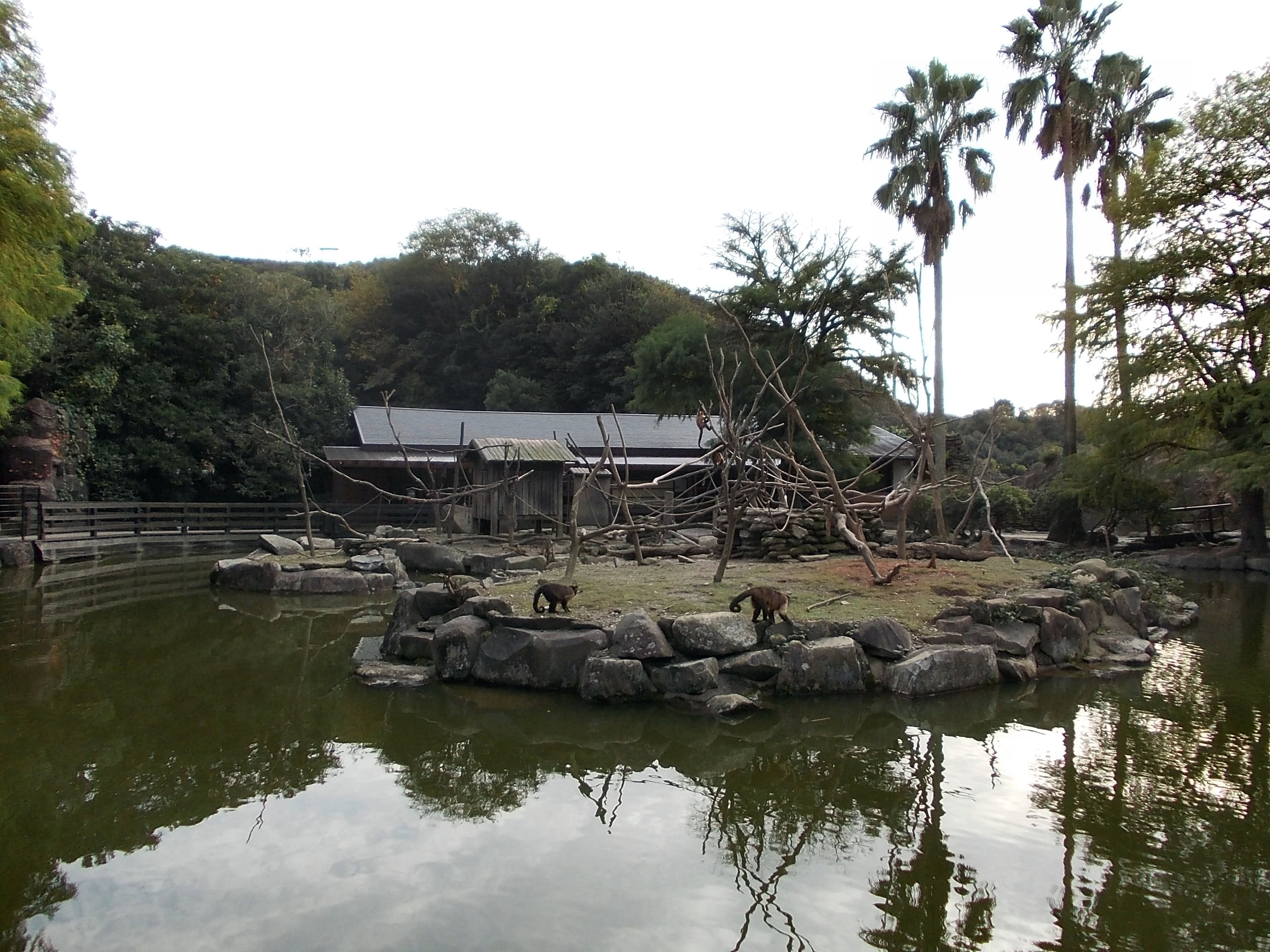
カピバラの池とオマキザルの島

## カバの「モモ」
「モモ」は、長崎バイオパークで人工哺育によって育てられたカバである。
1994年3月6日に誕生したが、普通のカバは水中で出産するところを陸上で産み落とされたため、子カバ（モモ）は動くことができず衰弱していった。ここで職員が子カバを取り上げ、人工哺育が始まるが、その年の5月に池に戻っても水を恐れて泳げなかった。ここでも職員が泳ぎの訓練を行う。最初は水に入っても鼻孔や耳を閉じることができなかったが、訓練を経て泳げるようになった。モモの訓練の様子はテレビ番組などでもたびたび取り上げられ、絵本にもなった。6月1日には公募によって「モモ」という名前がつけられた。
そんなモモも2016年現在では5児の母となり、一家とともにカバの池で愛嬌を振りまく。
このモモの保育に携わったバイオパークの園長である伊藤雅男は自ら「ファーブル伊藤」と名乗る程昆虫好きであり、チョウの研究も行っている。アサギマダラのマーキング調査で近畿地方と長崎県の間の長距離移動を実証したことでも知られている。また、バイオパークの温室で生きたチョウの展示を行っていた時期には、日本でも有数の高い飼育技術で、低コストで熱帯のチョウを大量増殖して常時展示する体制を構築するのに大きく貢献していた。

## 開館時間
年中無休・10:00-17:00・入園は16:00まで。

### 料金
大人1,900円・中高生1,300円・3歳以上小学生以下900円。ただし15人以上の団体や学校・幼稚園・保育園には団体割引がある。大人8,000円・3歳-小学生4,000円の年間パスポートもある。
園内の飲食や餌付け用の餌は別料金が必要である。また、別料金が必要な施設やイベントもある。

## 交通機関
長崎市からは長崎バスの大串行きに乗車。
- バイオパークバス停下車すぐ
- 二股バス停下車、徒歩5分

- 佐世保市からの場合は、ハウステンボス駅前（ホテルローレライ）・ハウステンボス入国棟前 - バイオパーク間の無料送迎がある[3]

## 歴史
- 1980年11月15日-開園

- 1981年-カピバラ、アカハナグマ、クロキツネザルなどが仲間入り。

- 1982年-カバ、キリン、シマウマ、アライグマなどが仲間入り。

- 1983年-ダチョウ、シロサイなどが仲間入り。

- 1986年3月-園内がリニューアル。熱帯館、北極館がオープン。国内の動物園で初めてラッコを飼育・展示。

- 1987年3月 - 当時人気の日本テレビ系製作刑事ドラマ、「あぶない刑事」第33話『生還』のロケが園内で行われた。

- 1990年-日本で初めて淡水エイの繁殖に成功。

- 1991年-昆虫館がオープン。

- 1994年-カバのモモが誕生。

- 1997年-コアラを限定公開。

- 2004年7月 - 民事再生法の適用を申請して倒産した。負債総額は21億7700万円。

- 2007年-新順路「トトーラの坂道」開通。

- 2010年1月27日 - 福岡市のペットショップ経営者が、フンボルトペンギンの雌1羽をバッグに入れ盗み出そうとして逮捕された。
- 2015年 - 100%子会社の鷹島バイオパーク株式会社設立。鷹島モンゴル村の運営を受託。
- 2016年 - 鷹島モンゴル村の指定管理者となっていた鷹島バイオパークが指定管理契約の解除を申し入れ、鷹島モンゴル村は11月1日で休園することとなった[4]。